# 鲁菲尼亚克-德锡古莱斯
鲁菲尼亚克-德锡古莱斯（法語：Rouffignac-de-Sigoulès，法語發音：[ʁufiɲak də siɡulɛs]，意为“锡古莱斯的鲁菲尼亚克”）是法国多尔多涅省的一个市镇，位于该省西南部，属于贝尔热拉克区。该市镇总面积6.52平方公里，2009年时的人口为344人。

## 人口
鲁菲尼亚克-德锡古莱斯人口变化图示